# Konsolidovaná vrstva ekosystémů

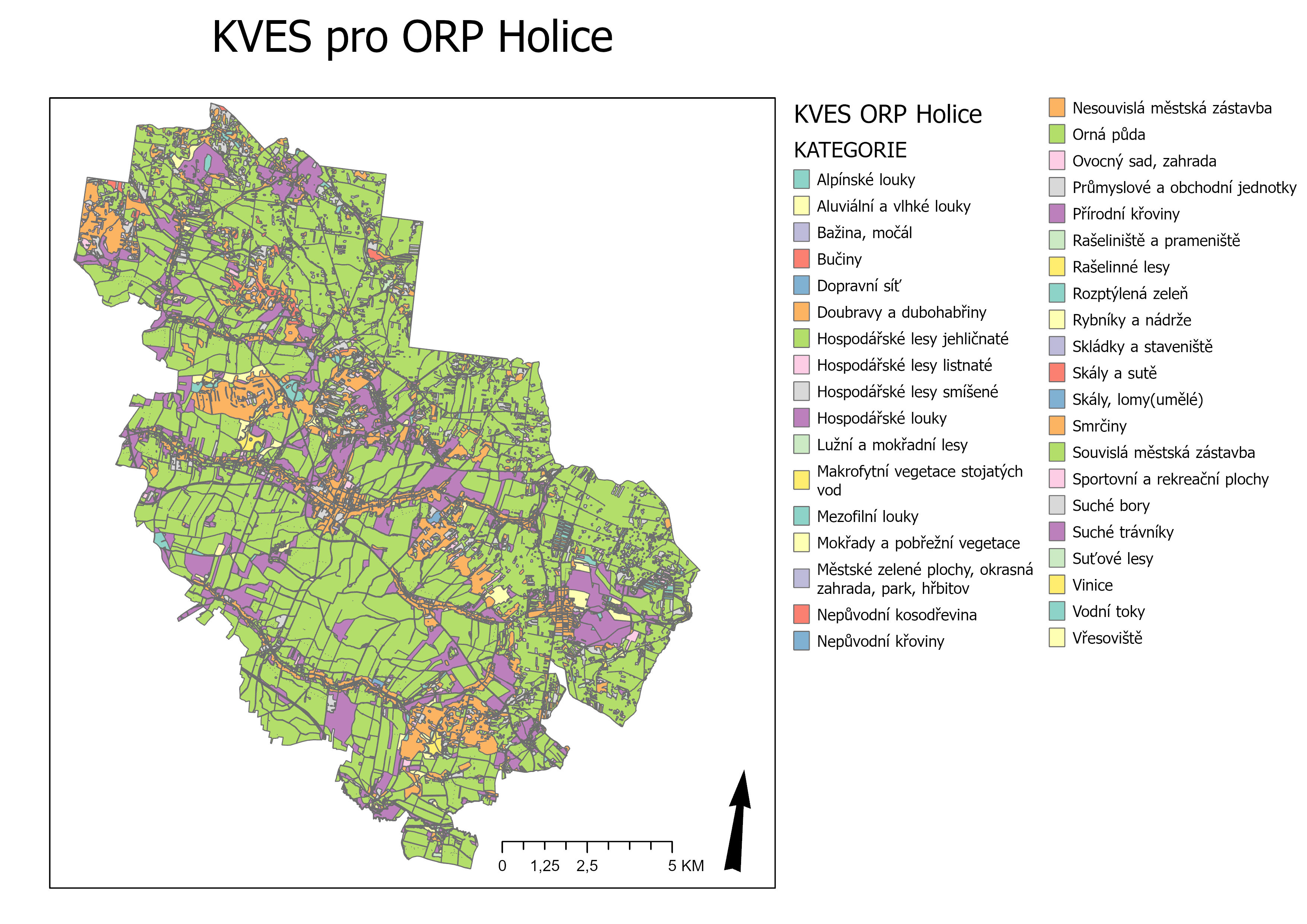
Konsolidovaná vrstva ekosystémů pro území Holice

Konsolidovaná vrstva ekosystémů (KVES) je podrobná bezešvá vrstva krajinného pokryvu, která zahrnuje celé území České republiky. 
První verzi Konsolidované vrstvy ekosystémů sestavila Agentura ochrany přírody a krajiny ČR ve spolupráci s CzechGlobe a Centrem výzkumu globální změny AV ČR v roce 2013 jako podklad pro mapování ekosystémových služeb, který byl součástí projektu Integrované hodnocení ekosystémových služeb v České republice. V září 2021 byla Konsolidovaná vrstva ekosystémů aktualizována Agenturou ochrany přírody a krajiny ČR. 
Jako vstup byla použita nejpodrobnější a nejaktuálnější data, která byla k dispozici. KVES dělí krajinný pokryv do 39 různých kategorií, jako jsou vodní síť, dopravní síť, hospodářské louky, aluviální louky, souvislá městská zástavba, orná půda a další. Těchto 39 kategorií spadá do sedmi širších skupin: urbánní systémy, zemědělské ekosystémy, travinné ekosystémy, lesní ekosystémy, mokřadní ekosystémy, vodní ekosystémy či území bez vegetace. Mapovací zrno se blíží detailu rozlišitelnému člověkem při terénním mapování.
Výsledná Konsolidovaná vrstva ekosystémů je kompilátem celkem šesti velmi detailních datových zdrojů. Pro aktualizaci KVES se použila zdrojová data: základní báze geografických dat České republiky – ZABAGED, veřejný registr půd - LPIS, data od ústavu pro hospodářskou úpravu lesů – ÚHÚL, data krajinného pokryvu Corine Land Cover European Environmental agency (EEA), datová sada krajinného pokryvu v městských oblastech Urban Atlas od EEA a vrstva mapování biotopů. Hlavním vstupem se stala aktuální vrstva mapování biotopů (verze 2021). V segmentech přírodních biotopů dostala vrstva mapování biotopů přednost v porovnaní s jinými zdrojovými daty.